# Hilary Teage
Hilary Teage (ur. 1802 w Richmond, zm. 21 maja 1853 w Monrovii) – amerykanoliberyjski pisarz, dziennikarz i polityk, twórca liberyjskiej Deklaracji Niepodległości. Propagator panafrykanizmu. Redaktor naczelny Liberia Herald w latach 1835–1849.